# ASKÖ Oedt
Der ASKÖ Oedt ist ein Verein aus Oedt, dem westlichsten Stadtteil der oberösterreichischen Stadtgemeinde Traun im Bezirk Linz-Land. Neben Fußball führt der Verein auch die Sektionen Stocksport und Tennis.
Die Fußballabteilung des Vereines gehört dem Oberösterreichischen Fußballverband (OFV) an und spielt in der Saison 2024/25 in der Regionalliga Mitte. Der Verein trägt seine Spiele auf der Transdanubia Sportanlage mit 1500 Plätzen aus.

## Geschichte
Die ersten großen Meilenstein seiner Geschichte erreichte der Verein mit den Siegen im oberösterreichischen Fußballcup (Baunti-Cup) in der Spielzeit 2016/17, als im Finale der UVB Vöcklamarkt mit 1:1, 5:4 n. E. besiegt werden konnte als auch in der Saison 2017/18 als der Finalgegner WSC Hertha Wels mit 4:0 bezwungen wurde.
In der Spielzeit 2017/18 feierte der Verein auch erstmalig den Meistertitel in der oberösterreichischen Landesliga. Man entschied sich jedoch gegen einen Aufstieg in die Regionalliga Mitte und überließ diesen dem Zweitplatzierten WSC Hertha Wels.
Auch im ÖFB-Cup war man vertreten und besiegte in der 1. Runde den ATSV Stadl-Paura mit 3:1 sowie in Runde 2 – sensationell – den damaligen Zweitligisten SC Austria Lustenau mit 2:0. Im Achtelfinale hatte man gegen den Bundesligisten SV Mattersburg mit 0:3 das Nachsehen.
In der Folgesaison 2018/19 sicherte sich der Verein neuerlich den Meistertitel in der oberösterreichischen Landesliga. Wiederum wagte man den Sprung in die Regionalliga Mitte nicht und überließ diesen dem Zweitplatzierten Junge Wikinger Ried (2. Mannschaft der SV Ried).
Im ÖFB-Cup scheiterte man bereits in Runde 1 am späteren Cupsieger FC Red Bull Salzburg mit 0:6.
Nach der zwangsbedingten Pause aufgrund der COVID-19-Pandemie erreichte der Verein 2021/22 neuerlich das Finale im oberösterreichischen Fußballcup (Transdanubia Landescup), welches jedoch mit 3:2 n. V. gegen die SU St. Martin verloren wurde.
Zur Saison 2022/23 fixierte Oedt den 3. Meistertitel in der oberösterreichischen Landesliga. Wie bereits 2-mal zuvor trat man den Gang in die Regionalliga Mitte nicht an. Man überließ wiederum dem Zweitplatzierten SPG Wallern/St. Marienkirchen den Vortritt.
In der Spielzeit 2023/24 krönte sich die Sportgemeinschaft mit der oberösterreichischen Landesliga-Meisterschaft und dem Sieg im Admiral OÖ Landescup, nach einem 3:0-Finaltriumph gegen UFC Ostermiething, zum Double-Sieger.
Nach dreimaligem Verzicht tritt man zur Saison 2024/25 erstmalig den Gang in die Regionalliga Mitte an.
Im ÖFB-Cup 2024/25 ist Oedt ebenfalls wieder vertreten und trifft in Runde 1 auf den Regionalligisten (West) VfB Hohenems, welcher mit 4:4 (2:4 i. E.) bezwungen werden kann. In Runde 2 kommt es Ende August 2024 zum Duell mit der Wiener Austria.

## Bekannte Spieler und Trainer
- Kurt Russ[3]
- Wolfgang Bubenik
- Alexander Zellhofer
- Bozo Kovacevic
- Philipp Schobesberger
- Markus Blutsch
- Michael Lercher
- Radovan Vujanović
- Nenad Jovanović

## Erfolge
- ÖFB-Cup
  - 1 × Achtelfinale: 2017/18
- Landesliga Oberösterreich:
  - 4 × Meister: 2018, 2019, 2023, 2024
- Oberösterreichischer Fußballcup:
  - 3 × Cupsieger: 2017, 2018, 2024
  - 4 × Finalist: 2017, 2018, 2022, 2024